# Daedalma drusilla
Daedalma drusilla är en fjärilsart som beskrevs av William Chapman Hewitson 1858. Daedalma drusilla ingår i släktet Daedalma och familjen praktfjärilar. Inga underarter finns listade i Catalogue of Life.

## Bildgalleri

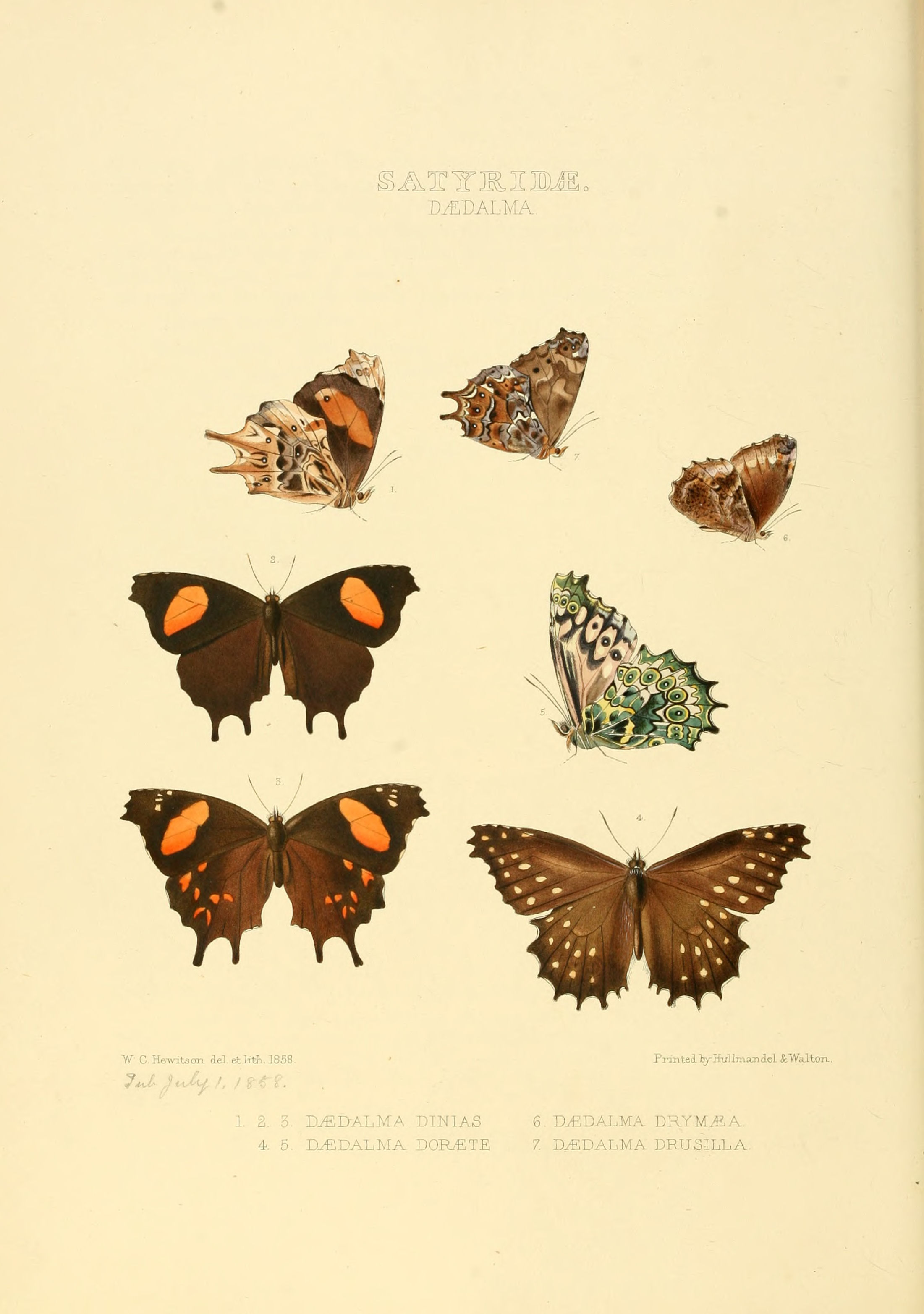